# Dasychira klajim
Dasychira klajim är en fjärilsart som beskrevs av Felix Bryk 1935. Dasychira klajim ingår i släktet Dasychira och familjen tofsspinnare. Inga underarter finns listade i Catalogue of Life.